# Geoff Lawton
Geoff Lawton (Stoke-on-Trent, 10 de desembre de 1954) és un consultor, dissenyador, professor i conferenciant en permacultura. Des de 1995 s'ha especialitzat en educació, disseny, implementació, creació de sistemes, administració i desenvolupament de comunitats en permacultura.

## Carrera
Des de 1985, Lawton ha desenvolupat un gran nombre de llocs de treball consultant, dissenyant, ensenyant i implementant en més de trenta països del món. Els clients han inclòs persones privades, grups, comunitats, governs, organitzacions d'ajuda, organitzacions no governamentals i empreses multinacionals.
L'objectiu de Lawton és establir llocs de demostració educativa autoreplicants. Ha educat a més de 15.000 estudiants en permacultura a tot el món. Incloent el curs de Certificació en Disseny Permacultural (Permaculture Design Certificate, PDC) i cursos centrats en el disseny pràctic de sòl, aigua, plantes, animals, energia, estructures, sistemes legals i econòmics sostenibles. El "pla mestre" de Lawton és que els projectes d'ajuda exterior es repliquen el més ràpidament possible per ajudar a millorar la creixent crisi alimentària i d'aigua.
El 1996 va ser acreditat amb el premi als Serveis Comunitaris Permaculturals (Permaculture Community Services Award) pels seus serveis en Austràlia i arreu del món.
L'octubre de 1997, Bill Mollison, quan es va retirar, va demanar a Lawton que establira i dirigira un nou Institut de Recerca en Permacultura a la granja Tagari de 66 hectàrees desenvolupada per Mollison. Lawton va desenvolupar el lloc més de tres anys i va establir l'Institut d'Investigacions Permaculturals d'Austràlia (The Permaculture Research Institute Australia) com una empresa sense ànim de lucre. Aquest es va traslladar finalment a la granja Zaytuna, a The Channon, on continua avui dia.
Lawton és el director general de l'Institut d'Investigacions Permaculturals d'Autràlia i dels EUA, una organització registrada sense ànim de lucre que té imposts deduïbles. L'establiment de projectes d'ajuda exterior sostenible com a llocs de demostració de permacultura que també funcionen com a centres d'ensenyament d'estudiants locals i internacionals s'ha convertit en un focus principal amb la creació d'instituts de recerca en permacultura a Jordània, Afganistan, Espanya, Malàisia, Vietnam, Iemen, Emirats Àrabs Units, Marroc, Tailàndia, la Xina i molts altres països en marxa.
Lawton i Mollison han impartit diversos cursos junts. Lawton també és presentador al DVD de docència de Mollison.
Lawton és amic de John D. Liu, un cineasta i ecologista xinoamericà que va documentar la recuperació ecològica a gran escala a l'altiplà de Loess, a la Xina després d'un projecte governamental destinat a rehabilitar una zona de la mida de Bèlgica. Lawton apareix al documental Liu Hope in a Change Climate.
Recentment, Lawton ha aconseguit èxit en establir un centre de permacultura a Wadi Rum, al sud de Jordània. També ha ajudat a iniciar el Projecte Al Baydha, un programa de restauració de terres, a Aràbia Saudita occidental.
El 31 de març de 2012, Lawton va aparèixer a la conferència TEDx a Ajman.
El 2019, Geoff va obrir la matrícula al seu PDC 2.0 en línia, que va començar el 30 de gener i que tindrà una durada de 28 setmanes, serà el curs més llarg que ha impartit.

## Obres
- Lawton, Geoff. «Brick and Tile Permaculture». Permaculture International Journal No. 51. Arxivat de l'original el 16 d’abril 2019. [Consulta: 4 desembre 2017].
- "The Sleeping Jaguar" (co-author), Permaculture International Journal
- "Ecuador" (co-author), Permaculture International Journal
- "Permaculture Aid in the Balkans", Permaculture International Journal
- "Future Food Security", Green Connections

## Pel·lícules
- Harvesting Water the Permaculture Way (2007)
- Establishing a Food Forest (2008)
- Introduction to Permaculture Design (2009)
- Greening The Desert II (2009)[12]
- Permaculture Soils (2010)
- Urban Permaculture (2011)
- Green is the new Silver (Lining): Crisis, Hope, and Permaculture (2019)

## Premis
- L'Institut d'Investigacions Permaculturals d'Autràlia va guanyar el premi humanitari Water & Food l'any 2010 per la seua iniciativa "Greening the Desert".[13]
- L'Institut d'Investigacions Permaculturals i el seu fundador Geoff Lawton, amb seu a Austràlia, van ser els guanyadors del Energy Globe Award el 2015.[14]
- L'Institut de Recerca en Permacultura reconegut amb Acreditació UNCCD[15]